# Fontenelle-en-Brie
Fontenelle-en-Brie korábbi község Franciaországban, Aisne megyében. Lakosainak száma 201 fő (2018. január 1.). Fontenelle-en-Brie Artonges, L’Épine-aux-Bois, Marchais-en-Brie, Montlevon, Rozoy-Bellevalle, Viffort és Montmirail (Marne) községekkel határos.
2016. január 1-jén három másik korábbi községgel egyesült és az így létrejött Dhuys et Morin-en-Brie új község része lett.

## Népesség
A település népességének változása:
| Lakosok száma | 189  | 174  | 144  | 153  | 171  | 184  | 223  | 229  | 201  | 201  |
|               | 1962 | 1968 | 1982 | 1990 | 1999 | 2008 | 2011 | 2013 | 2017 | 2018 |